# Criquebeuf-sur-Seine
Criquebeuf-sur-Seine è un comune francese di 1 190 abitanti situato nel dipartimento dell'Eure nella regione della Normandia.

## Società

### Evoluzione demografica
Abitanti censiti